# Podocerus spongicolus
Podocerus spongicolus is een vlokreeftensoort uit de familie van de Podoceridae. De wetenschappelijke naam van de soort is voor het eerst geldig gepubliceerd in 1936 door Alderman.